# Pfeilstorch

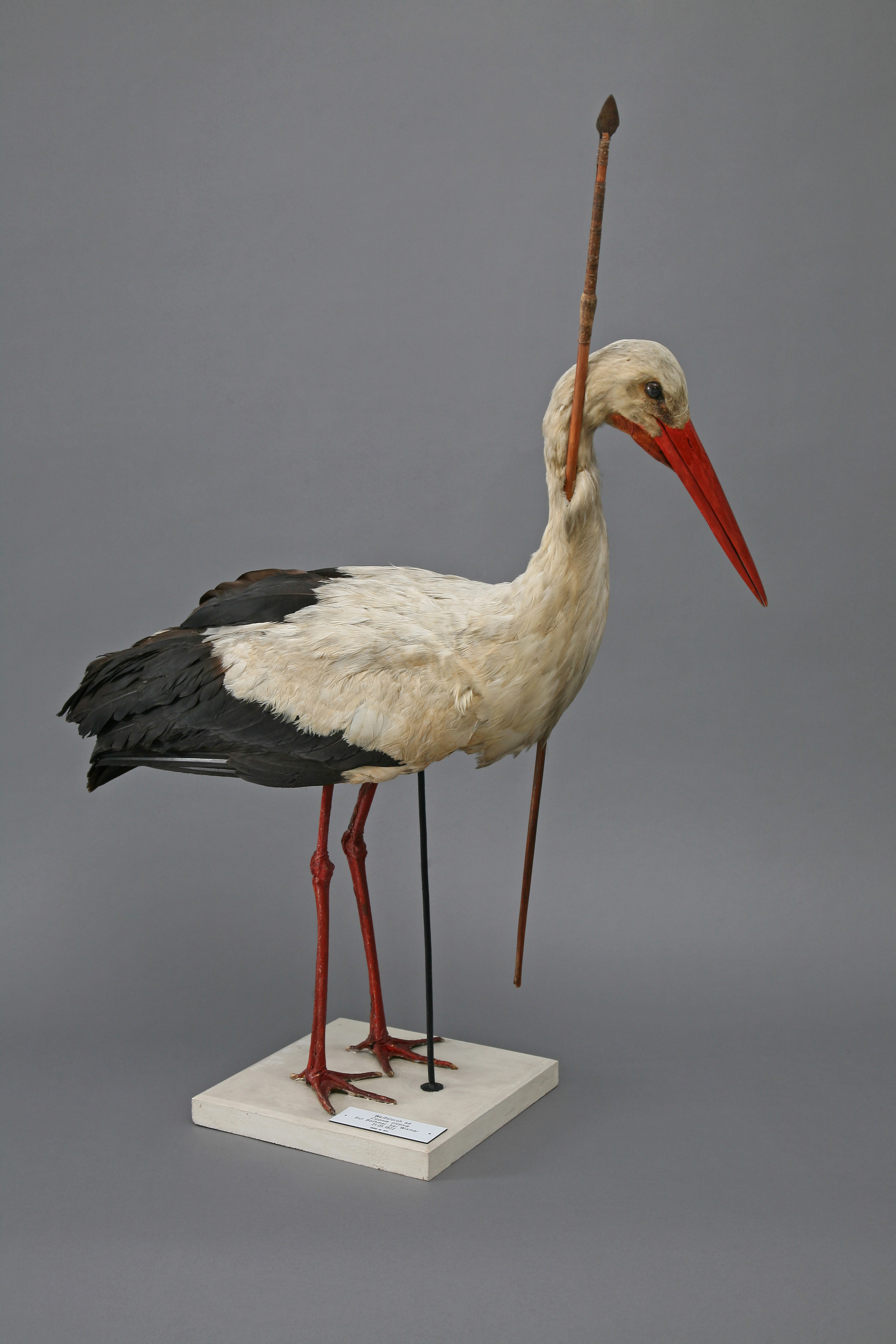
La Rostocker Pfeilstorch, découverte en 1822, a démontré que les oiseaux migraient plutôt que d'hiberner ou de changer de forme en hiver.

Une Pfeilstorch (mot allemand signifiant « cigogne à flèche ») est une cigogne blessée par une flèche lors de son hivernage en Afrique et revenant en Europe avec la flèche fichée dans son corps. En 2003, environ vingt-cinq Pfeilstörche ont été documentées en Allemagne.
La première et la plus célèbre Pfeilstorch est une cigogne blanche trouvée en été 1822 près de la ville allemande de Klütz, en Mecklembourg-Poméranie-Occidentale. Elle porte au cou une lance de 75 cm provenant d'Afrique centrale,. Le spécimen est empaillé et se trouve aujourd'hui dans la collection zoologique de l'université de Rostock. C'est pourquoi on l'appelle la Rostocker Pfeilstorch,,.
Cette Pfeilstorch a joué un rôle crucial dans la compréhension de la migration des oiseaux européens. Avant que l'on ne comprenne la migration, les gens s'efforcent d'expliquer la disparition annuelle soudaine d'oiseaux tels que la cigogne blanche et l'hirondelle rustique. Outre la migration, certaines théories de l'époque veulent qu'elles se transforment en d'autres espèces d'oiseaux, en souris, ou qu'elles hibernent sous l'eau pendant l'hiver, et ces théories sont même propagées par les zoologistes de l'époque,,. La Rostocker Pfeilstorch, en particulier, prouve que les oiseaux migrent sur de longues distances vers leurs aires d'hivernage.